# Søndre Kyrkjeoksli
De Søndre Kyrkjeoksli is een berg behorende bij de gemeente Lom in de provincie Oppland in Noorwegen. De berg, gelegen in Nationaal park Jotunheimen, heeft een hoogte van 1929 meter.
De Søndre Kyrkjeoksli is onderdeel van het gebergte Jotunheimen.